# Manot (Izrael)
Manot (hebrejsky מָנוֹת, v oficiálním přepisu do angličtiny Manot) je vesnice typu mošav v Izraeli, v Severním distriktu, v Oblastní radě Ma'ale Josef.

## Geografie
Leží v nadmořské výšce 255 metrů, na západním okraji Horní Galileji, cca 9 kilometrů od břehů Středozemního moře a 5 kilometrů od libanonských hranic. Mošav leží nad jižním svahem kaňonu, kterým protéká vádí Nachal Kaziv, a to v místech, kde toto údolí přechází do izraelské pobřežní planiny. Jižně od vesnice pak paralelně probíhá i údolí vádí Nachal Ša'al společně s jeho přítokem Nachal Nachat. Obec se tak nachází na náhorní terase nazývané Giv'at Hardalit a ohraničené ze severu i z jihu prudkými terénními zářezy. Pouze na západní straně se terén pozvolna snižuje do pobřežní planiny.
Obec se nachází cca 7 kilometrů severozápadně od města Ma'alot-Taršicha, cca 113 kilometrů severovýchodně od centra Tel Avivu a cca 30 kilometrů severovýchodně od centra Haify. Manot obývají Židé, přičemž osídlení v tomto regionu je převážně židovské. Oblast s vyšším zastoupením izraelských Arabů a Drúzů začíná až cca 10 kilometrů jižním a východním směrem.
Obec Manot je na dopravní síť napojena pomocí lokální silnice číslo 8911, která v pobřežní nížině ústí do dálnice číslo 70.

## Dějiny
Mošav Manot byl založen v roce 1980. Vesnice vznikla s podporou Židovské agentury v rámci programu ha-Micpim be-Galil (המצפים בגליל, doslova „Galilejské vyhlídky“), který v Galileji vytvářel nové vesnice, jež měly posílit židovské demografické pozice v oblastech s dosavadní převahou Arabů. Zakladateli byli obyvatelé okolních, již etablovaných mošavů.
Obec byla sice původně zakládána jako mošav, ale kvůli nedostatku zemědělské půdy se proměnila na typ rezidenčního sídla společná osada (jišuv kehilati) bez společných prvků v hospodaření. Ekonomika obce je z menší části založena na zemědělství. Obyvatelstvo se dále zabývá turistickým ruchem (31 rodin poskytuje turistické ubytování) a mnozí dojíždějí za prací mimo obec. Plánuje se stavební expanze o 43 domů. V Manot fungují zařízení předškolní péče. Základní škola je ve vesnici Becet.

## Demografie
Obyvatelstvo v Manot je sekulární. Podle údajů z roku 2014 tvořili naprostou většinu obyvatel v Manot Židé (včetně statistické kategorie "ostatní", která zahrnuje nearabské obyvatele židovského původu ale bez formální příslušnosti k židovskému náboženství).
Jde o menší sídlo vesnického typu s dlouhodobě rostoucí populací. K 31. prosinci 2014 zde žilo 381 lidí. Během roku 2014 populace stoupla o 7,3 %.
| Rok            | 1983 | 1995 | 2001 | 2003 | 2004 | 2005 | 2006 | 2007 | 2008 | 2009 | 2010 | 2011 | 2012 | 2013 | 2014 |
| -------------- | ---- | ---- | ---- | ---- | ---- | ---- | ---- | ---- | ---- | ---- | ---- | ---- | ---- | ---- | ---- |
| Počet obyvatel | 92   | 229  | 330  | 340  | 335  | 339  | 360  | 366  | 374  | 318  | 320  | 336  | 359  | 355  | 381  |